# Fernando Morán Escudero
Fernando Morán Escudero (Madrid, Comunitat de Madrid, Espanya, 27 d'abril de 1976), és un antic futbolista madrileny. Jugava de migcampista.

## Trajectòria
Fernando Morán va jugar en la temporada 1994/95 en el Reial Madrid C, segon filial madridista que militava en aquells dies en Segona Divisió B, va jugar 20 partits i va fer 2 gols. La temporada següent va jugar en el Reial Madrid B en Segona Divisió, l'equip va quedar en un meritori quart lloc i Morán va jugar 31 partits i va materialitzar 3 gols.
En la 1996/97 el madrileny va començar la temporada en el filial blanc fins que en el mercat d'hivern va fitxar pel Racing de Santander. Va debutar en Primera Divisió el 26 de gener de 1997 en el Ramón Sánchez Pizjuán en el partit Sevilla FC-Racing Club (0-0).
Va començar la temporada 1997/98 en el Racing, fins que va marxar cedit en la segona volta de la lliga al CD Numancia que va mantenir la categoria en Segona amb prou dificultats. La 1998/99 la va jugar en el CD Ourense. En l'equip gallec va disputar 36 partits i va assolir 2 gols, però l'equip va quedar cuer i va descendir a Segona B.
Després del seu pas per terres orensanes, Morán va tornar al Racing on va estar fins a l'any 2005. En l'equip càntabre va jugar en Primera Divisió tret en la temporada 2001/02 i es va convertir en el capità de l'equip. La temporada 2005/06 va jugar en el Cadis CF en Primera, i la posterior en Segona després del descens.
L'estiu de 2007 després d'estar un temps a prova en l'Albacete Balompié, el club va decidir fitxar-lo, allí va jugar 38 partits i va fer 3 gols. Després de quedar lliure, va fitxar per l'Hèrcules CF per 2 temporades. Posteriorment jugà a les files del Gimnàstic de Tarragona.

## Personal
- Morán col·labora amb diverses ONG i apadrina a menors amb problemes.
- És el bateria d'un grup de música denominat Hacia Donde.

## Clubs
| Club                   | Any       |
| ---------------------- | --------- |
| Reial Madrid C         | 1994-1995 |
| Reial Madrid B         | 1995-1996 |
| Real Racing Club       | 1997-1998 |
| CD Numancia            | 1998      |
| CD Ourense             | 1998-1999 |
| Real Racing Club       | 1999-2005 |
| Cadis CF               | 2005-2007 |
| Albacete Balompié      | 2007-2008 |
| Hèrcules CF            | 2008-2010 |
| Gimnàstic de Tarragona | 2010-2012 |
| AD Alcorcón            | 2012-2013 |